# Malá Turná
Malá Turná je malá vesnice, část obce Osek v okrese Strakonice v Jihočeském kraji. Nachází se asi dva kilometry severně od Oseka. V roce 2011 zde trvale žilo padesát obyvatel. Podél východního okraje vesnice protéká Brložský potok.
Malá Turná je také název katastrálního území o rozloze 3,33 km².

## Historie
První písemná zmínka o vesnici pochází z roku 1372.

## Obyvatelstvo
| Rok            | 1869 | 1880 | 1890 | 1900 | 1910 | 1921 | 1930 | 1950 | 1961 | 1970 | 1980 | 1991 | 2001 | 2011 | 2021 |
| -------------- | ---- | ---- | ---- | ---- | ---- | ---- | ---- | ---- | ---- | ---- | ---- | ---- | ---- | ---- | ---- |
| Počet obyvatel | 196  | 163  | 152  | 162  | 158  | 163  | 146  | 124  | 125  | 113  | 76   | 66   | 44   | 50   | 41   |
| Počet domů     | 21   | 28   | 28   | 28   | 28   | 28   | 30   | 33   | 33   | 32   | 26   | 27   | 33   | 34   | 35   |

## Obecní správa
Při sčítání lidu v letech 1850–1920 Malá Turná byla osadou městyse Radomyšl v okrese Strakonice. V letech 1921–1959 byla samostatnou obcí v okrese Strakonice. Od roku 1960 je částí obce Osek v okrese Strakonice.

## Pamětihodnosti
- Výklenková kaple na okraji vesnice
- Návesní kaple svatého Jana Nepomuckého (kulturní památka)